# 멀티미디어 분수 공원

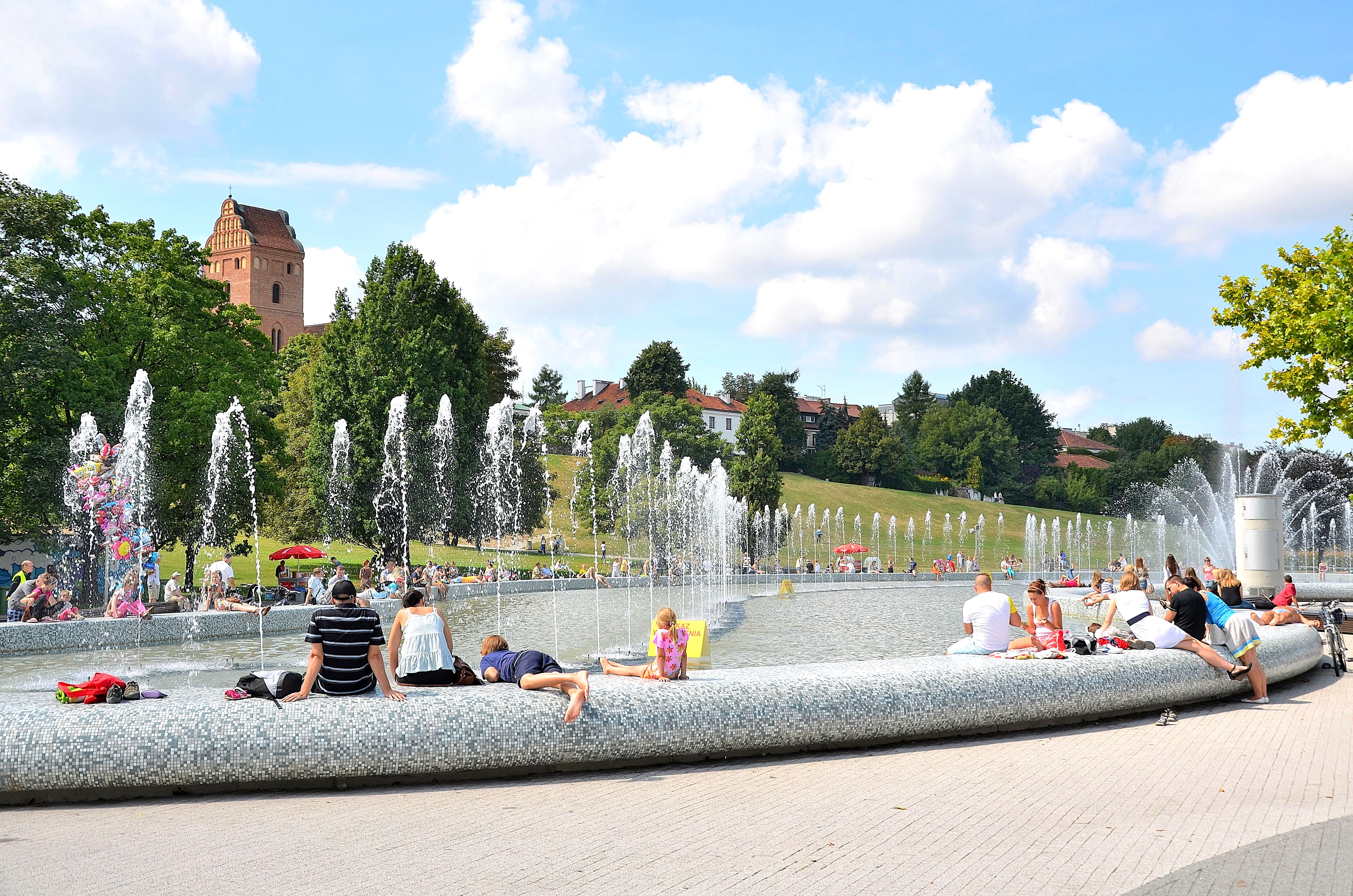
멀티미디어 분수 공원

멀티미디어 분수 공원(폴란드어: Multimedialny Park Fontann)은 폴란드 마조프셰주 바르샤바에 있는 분수 공원이다. 론긴 마이데츠키가 설계한 12.9헥타르 규모의 이 공원은 왕궁 재건축이 시작되던 당시 지역 사회 활동의 일환으로 건설되었다. 1971년 7월 30일에 건설이 완료되었다.